# Landry Dimata
Landry Dimata, né le 1er septembre 1997 à Mbuji-Mayi en République démocratique du Congo, est un footballeur belge, d'origine congolaise, qui joue au poste d'attaquant au Samsunspor.

## Biographie

### En club

#### Jeunesse et formation
Natif de la région diamantifère du Kasaï-Oriental au Congo-Kinshasa, Landry Dimata arrive très jeune en Belgique avec ses parents.
Il commence le football vers l'âge de huit ans dans l'équipe du FC Saint-Michel. Il y est repéré par les scouts du FC Brussels où il évolue ensuite jusqu'à l'âge de 16 ans. Il rejoint ensuite les rangs du RAEC Mons.

#### Début de carrière
Le jeune attaquant se retrouve libre de toutes attaches quand Mons disparaît en 2014 pour cause de faillite (son club précédent du FC Brussels subissant le même sort quasi au même moment).
C'est avec le Standard de Liège que Landry Dimata trouve un accord. Sous la vareuse "rouche", Dimata  évolue en sélections de jeunes, mais il n'est pas appelé avec l'équipe A.
La fin de saison 2015-16 est le théâtre d'un transfert qui devient polémique quelques mois plus tard. Vexé, Landry Dimata ne souhaite pas prolonger son séjour en bord de Meuse. Ayant gagné la Coupe de Belgique, le Standard est directement qualifié pour les groupes de la Ligue Europa et termine la saison en play-offs 2 en "roue libre". À partir de ce moment, le staff technique liégeois aurait reçu de sa direction la consigne de n'aligner que des éléments prolongeant avec le club. Or, Dimata refuse de signer (ou tardant à le faire). Finalement, il s'engage avec le KV Ostende.
Face à la réussite que Dimata connaît avec le club côtier, nombre d'observateurs s'interrogent sur le fait que le Standard ne l'ait pas conservé. Le joueur lui-même admet que « par principe, il ne pouvait pas rester dans un club où il n'avait pas reçu sa chance ».

#### Révélation Ostendaise
Sous le maillot du KVO, le jeune avant est une des belles révélations de la saison 2016-2017. Il contribue à la qualification de son équipe pour les play-offs 1 ainsi que la finale de la Coupe de Belgique. Dimata y inscrit deux buts, mais doit laisser le trophée partir vers Zulte-Waregem, à la suite d'une séance de tirs au but dont il est simple spectateur car il a été remplacé au début de la prolongation.

#### Aventure Allemande
En juin 2017, il rejoint le VfL Wolfsburg, en Allemagne.

#### Prêt à Anderlecht
Le 2 juillet 2018, il est prêté pour une saison avec option d'achat au Sporting d'Anderlecht.

#### Départ pour l'Espagne
Prêté 6 mois puis conservé de manière définitive grâce à l'option d'achat que l'Espanyol de Barcelone a levé.

### En sélections nationales
À partir de 2013, Landry Dimata est Diablotin, il évolue alors dans toutes les catégories d'âge pour le compte de la Belgique.
Il a été appelé deux fois en équipe nationale en 2020 mais n'a pas encore disputé la moindre rencontre.

## Statistiques

### En club
| Saison                | Club                  | Championnat           | Championnat | Championnat | Championnat | Coupe(s) nationale(s) | Coupe(s) nationale(s) | Coupe(s) nationale(s) | Supercoupe | Supercoupe | Supercoupe | Compétition(s) continentale(s) | Compétition(s) continentale(s) | Compétition(s) continentale(s) | Compétition(s) continentale(s) | Autres compétitions | Autres compétitions | Autres compétitions | Autres compétitions | Total | Total | Total |
| Saison                | Club                  | Division              | M.          | B.          | P.d.        | M.                    | B.                    | P.d.                  | M.         | B.         | P.d.       | Comp.                          | M.                             | B.                             | P.d.                           | Comp.               | M.                  | B.                  | P.d.                | M.    | B.    | P.d.  |
| 2016-2017             | KV Ostende            | Division 1A           | 24          | 11          | 3           | 5                     | 2                     | 1                     | -          | -          | -          | -                              | -                              | -                              | -                              | PO1+BE              | 5+0                 | 1+0                 | 0+0                 | 34    | 14    | 4     |
| 2017-2018             | VfL Wolfsburg         | Bundesliga            | 21          | 0           | 1           | 1                     | 0                     | 0                     | -          | -          | -          | -                              | -                              | -                              | -                              | PO                  | 2                   | 0                   | 0                   | 24    | 0     | 1     |
| 2018-2019             | RSC Anderlecht (prêt) | Division 1A           | 20          | 13          | 4           | 1                     | 0                     | 0                     | -          | -          | -          | C3                             | 3                              | 0                              | 0                              | PO1                 | -                   | -                   | -                   | 24    | 13    | 4     |
| 2019-2020             | RSC Anderlecht        | Division 1A           | -           | -           | -           | -                     | -                     | -                     | -          | -          | -          | -                              | -                              | -                              | -                              | -                   | -                   | -                   | -                   | 0     | 0     | 0     |
| 2020-2021             | RSC Anderlecht        | Division 1A           | 14          | 2           | 2           | -                     | -                     | -                     | -          | -          | -          | -                              | -                              | -                              | -                              | PO1                 | -                   | -                   | -                   | 14    | 2     | 2     |
| Sous-total            | Sous-total            | Sous-total            | 34          | 15          | 6           | 1                     | 0                     | 0                     | -          | -          | -          | -                              | 3                              | 0                              | 0                              | -                   | -                   | -                   | -                   | 38    | 15    | 6     |
| 2020-2021             | RCD Espanyol (prêt)   | Liga 2                | 19          | 5           | 1           | -                     | -                     | -                     | -          | -          | -          | -                              | -                              | -                              | -                              | -                   | -                   | -                   | -                   | 19    | 5     | 1     |
| 2021-2022             | RCD Espanyol          | Liga                  | 17          | 0           | 0           | 2                     | 0                     | 0                     | -          | -          | -          | -                              | -                              | -                              | -                              | -                   | -                   | -                   | -                   | 19    | 0     | 0     |
| 2023-2024             | RCD Espanyol          | Liga 2                | 2           | 0           | 0           | -                     | -                     | -                     | -          | -          | -          | -                              | -                              | -                              | -                              | -                   | -                   | -                   | -                   | 2     | 0     | 0     |
| Sous-total            | Sous-total            | Sous-total            | 38          | 5           | 1           | 2                     | 0                     | 0                     | -          | -          | -          | -                              | -                              | -                              | -                              | -                   | -                   | -                   | -                   | 40    | 5     | 1     |
| 2022-2023             | NEC Nimègue (prêt)    | Eredivisie            | 30          | 10          | 2           | 2                     | 0                     | 0                     | -          | -          | -          | -                              | -                              | -                              | -                              | -                   | -                   | -                   | -                   | 32    | 10    | 2     |
| 2023-2024             | Samsunspor            | SüperLig              | 19          | 2           | 0           | 2                     | 0                     | 0                     | -          | -          | -          | -                              | -                              | -                              | -                              | -                   | -                   | -                   | -                   | 21    | 2     | 0     |
| 2024-2025             | Samsunspor            | SüperLig              | 30          | 7           | 4           | 2                     | 0                     | 0                     | -          | -          | -          | -                              | -                              | -                              | -                              | -                   | -                   | -                   | -                   | 32    | 7     | 4     |
| 2025-2026             | Samsunspor            | SüperLig              | 2           | 0           | 0           | -                     | -                     | -                     | -          | -          | -          | -                              | -                              | -                              | -                              | -                   | -                   | -                   | -                   | 2     | 0     | 0     |
| Sous-total            | Sous-total            | Sous-total            | 51          | 9           | 4           | 4                     | 0                     | 0                     | -          | -          | -          | -                              | -                              | -                              | -                              | -                   | -                   | -                   | -                   | 55    | 9     | 4     |
| Total sur la carrière | Total sur la carrière | Total sur la carrière | 197         | 50          | 17          | 15                    | 2                     | 1                     | -          | -          | -          | -                              | 3                              | 0                              | 0                              | -                   | 7                   | 1                   | 0                   | 222   | 53    | 18    |

## Palmarès

### En club
|  |  | RCD Espanyol - Championnat d'Espagne de deuxième division (1) : - Champion : 2021. |